# Малютины
Малютины — династия купцов в Российской империи, занимавшаяся предпринимательством на протяжении половины XIX столетия.

## Предпринимательская деятельность
Князь В. С. Голицын в имении возле озера построил большую барскую фабрику. Однако у него отсутствовало понимание технической части вопроса, поэтому дела производства шли плохо и убыточно. За 6-7 лет своего существования фабрика не единожды выгорала. Поняв, что он ничего с этим сделать не может, Голицын в середине 1830-х годов сдал её вместе со всей техникой и рабочими Хайлову, который с таким же провалом ушёл из бизнеса.
В 1843 году братья Михаил, Павел и Николай Семёновичи Малютины взяли в аренду Раменскую фабрику. Главный управляющим был Павел, который добился больших успехов в этом деле. Как ни странно для того времени, техническая сторона бумагопрядильной фабрики была под управлением иностранцев — Англичан. Несмотря на это, Павел Семёнович не любил завозное, его не устраивала работа директоров-англичан, которых за 10 лет было уволено 5 раз. В 1851 году П. С. пригласил на работу молодого русского технолога — Ф. М. Дмитриева, который недавно окончил Петроградский технологический институт. Павел Сёменович вскоре полюбил нового технолога, несмотря на его малый возраст. Не проходит и пяти лет, и он назначает Дмитриева ответственным директором, должность на то время очень состоятельная и ответственная. Семейное дело приносило доход, но братья не видели возможности для его расширения: Голицины, хозяева фабрики, не соглашались продавать её, а Павел Семёнович считал большим риском строить постройки на чужой земле, поэтому до 1860-х годов Раменская фабрика оставалась неизменной.

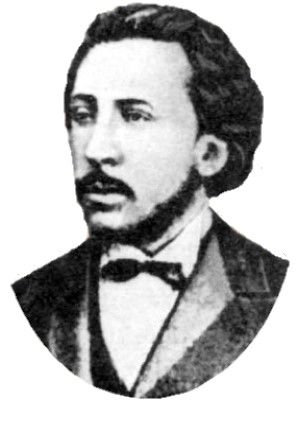
Малютин С. П.

Братья Павла не имели детей, поэтому после того, как они умерли, единственным владельцем фабрики становится он. Павел Семёнович умело смог выбрать себе помощником, что также выделяло его среди других людей: Пётр Семёнович Гальцов и Фёдор Михайлович Дмитриев. Пётр Гальцов был старинным слугой семьи Малютиных, поэтому Павел очень доверял ему. В Петре присутствовало много важных положительных качеств, например хороший ум, поэтому около сорока лет он являлся главным управляющим коммерческой части фабрики. Эту должность он унаследовал и после смерти Павла (1883 год), когда руководство перешло к его сыновьям. О Дмитриеве Павел высказывался как о замечательном человеке, удивительном администраторе; у него училось большое количество человек грамотным управлением мануфактурами. Своей работой он показал, что русские инженеры нисколько не уступают иностранным, а даже преувеличивают их возможности. У отечественного человека всегда можно было найти сочувствие. Сам же Пётр Семёнович Гальцов рассказывал о Ф. Михайловиче как о «гордости не только для дома Малютиных, но и всего нашего отечества». Вся деятельность Фёдора Михайловича была направлена то чтобы сблизить интересы промышленника и рабочего класса. Он также принимал участие в написании научных работ (1869—1882) как профессор Московского Императорского технического училища.

Из сотрудников завода также отличился и А. А, Филатов, который по профессии был счетоводом и кассиром на фабрике Малютиных. В детстве он изучал простую грамоту, но путём самообразования он настолько заинтересовался некоторыми вопросами, что уже интересовался разными научными вопросами в области истории и естествознания, читал различную литературу и размышлял на философские темы. Александр Алексеевич очень подружился с Ф. М. Дмитриевым, так как у них были похожие взгляды и цели, а также характеры. У них появилась идея создать в Раменском школу для малолетних рабочих, чтобы внести свой вклад в развитие промышленности. Для открытие подобного заведения друзьям-адеалистом требовалось получить разрешение от местного помещика, ну и самое главное — спонсорскую помощь от Павла Семёновича Малютина. Все препятствия были устранены, а в 1859 году Александр Алексеевич уже работал учитель громадной школы, в которой обучалось 250 учеников. Обучавшиеся делились на две смены, и в каждой было по 125 человек. Для того чтобы профессионально организовывать работу школы, в неё пригласили педагога Н. В. Кашина, который управлял уже и другой школой Малютиных.
По примеру Малютиных многие видные в то время фабриканты тоже стали спонсировать строительство учебных заведений. В 1866 году сын Павла Семёновича — Семён Павлович выкупил фабрику и начал расширять производство. В 1868 году в новом заводе были выпущены в ход 31 тысяча новых верётен, а через год количество ткацких станков увеличилось до 80. К 1880 году в собственности фабрики уже 98 тысяч, а станков — 1 тысяча.
Это предприятие держалось и успешно развивалось только во время правления первого поколения Малютиных. Как лучший управленец этой фабрики был выделен Павел Семёнович и его первый сын Семён Павлович. Его братья (Михаил, Николай и Павел) развивали фабрику с обычной, популярной в те времена скоростью. Ф. М. Дмитриев и П. С. Галицов помогали им не загробить семейное дело, поэтому их роль в семейном бизнесе была очень важной. Как только Дмитриев и Галицов умирают, производственное предприятие очень сильно замедляет свой темп и впадает практически в спячку на десять лет. Михаил и Николай Малютины не управляли делами, так как один жил далеко за границей, а другой тратил деньги, чем всё и ограничивалось; за год Николай потратил практически полтора миллиона рублей.

## Благотворительность
Некоторые из дома Малютиных активно занимались благотворительностью. Например, они открыли в своём доме богадельню для 100 человек, а также детский приют, а на территории самой богадельни возвели церковь.
Но это не единственное, что делали Малютины. Они активно пытались заботиться о бедных слоях населения России. Калужан в праздники они радовали денежными подарками и абсолютное бесплатной выдачей продуктов: муки, хлеба. Доброй волей купцов оказывалась помощь и простым людям, попавшим сложную жизненную ситуацию, например, людям, потерявшим семьи, кормильцев, или которые очень сильно нуждаются в денежных средствах.
Также Малютины помогали и самому городу, маленькому, но их родному. Многие говорили, что они были добрые и душой, и телом.